# Панчбиби (подокруг)
Панчбиби (бенг. পাঁচবিবি, англ. Panchbibi) — подокруг на севере Бангладеш. Входит в состав округа Джайпурхат. Образован в 1868 году. Административный центр — город Панчбиби. Площадь подокруга — 278,53 км². По данным переписи 1991 года численность населения подокруга составляла 193 365 человек. Плотность населения равнялась 694 чел. на 1 км². Уровень грамотности населения составлял 30,6 %. Религиозный состав: мусульмане — 83,78 %, индуисты — 10,98 %, прочие — 5,24 %.